# Génial Olivier
Pour les articles homonymes, voir Olivier (homonymie).
Génial Olivier, ou anciennement M. Rectitude et Génial Olivier, est une série de bande dessinée humoristique franco-belge créée par l'auteur Jacques Devos pour l'hebdomadaire Spirou. Elle est apparue dans le no 1321 du 8 août 1963, sous forme de mini-récit. Éditée par Dupuis, elle a été publiée en albums à partir de janvier 1974.

## Descriptions

### Synopsis
L'élève Olivier Delabranche est un génie de l'électronique et de la cybernétique, inventeur d'un androïde à son image et d'une machine à remonter le temps. Il a aussi donné naissance à un chien-robot nommé Oméga. Mais comme c'est un véritable cancre en français, en histoire et en géographie, il se sert de ses gadgets électroniques pour tricher aux contrôles.

### Personnages
- Olivier Delabranche, le génial Olivier, personnage principal de la série.
- Flafla, meilleur ami d'Olivier, véritable tombeur, accompagne assez souvent son ami lors de ses punitions !
- Arsène Rectitude, ou M. Rectitude par politesse, instituteur pédagogue au verbe haut, tentant en vain de mettre dans le droit chemin ce fieffé tricheur d'Olivier. À la fois admiratif et sincèrement inquiet pour ce dernier. Son intelligence et son sens de la déduction font qu'il arrive généralement à découvrir les astuces ou bricolages du jeune inventeur et même parfois à les retourner à son avantage.
- Berthe, jeune fille dont Olivier est amoureux. Elle-même ne semble pas insensible à son charme. Elle essaie parfois de bénéficier des inventions d'Olivier, ce qui provoque des catastrophes.
- Absalon, ennemi juré d'Olivier et son contraire, puisque Absalon préfère la force brute à la matière grise. Il est assez souvent la cible des inventions farfelues d'Olivier.
- Casimir-Sigismond de la Tour-Penchée, surnommé Bille-de-Clown par ses camarades, est un marquis au physique ingrat.
- Le Directeur, personnage autoritaire de l'établissement scolaire dans lequel est Olivier, attend fébrilement chaque visite de l'inspecteur scolaire en espérant que le jeune inventeur ne se fasse pas trop remarquer par ce dernier.
- Le Proviseur, personnage au rôle semblable à celui du directeur.
- Le concierge, ancien lancier, aujourd'hui concierge de l'établissement scolaire, son pire ennemi est… le seau d'eau qui, d'une manière ou d'une autre, a la fâcheuse tendance à toujours se verser sur sa tête — parfois avec un peu d'aide de la part d'Olivier.
- M. Delabranche, père d'Olivier, ne s'intéresse pas du tout aux inventions de son fils, mais il lui arrive de l'aider.

## La série

### Création
Après avoir réalisé Whamoka avec Salvé, Jacques Devos crée en 1963 un personnage blond aux lunettes noires baptisé Olivier Delabranche pour Spirou, dont la première aventure paraît dans le no 1321 du 8 août 1963 dans un format de livret de trente-quatre planches, montées à partir des quatre pages centrales de l'hebdomadaire, dans la collection des mini-séries Mini-Bibliothèque Spirou no 177 sous le titre Génial Olivier. Au bout de trois ans, à partir du 19 juin 1969, le personnage devient récurrent dans les pages normales.
Constatant le succès des aventures du personnage, l'éditeur Dupuis décide d'en faire une collection d'albums souples, sous le titre générique de M. Rectitude et Génial Olivier. Le premier album, publié en janvier 1974, s'intitule : L'École en folie.
Presque toutes les histoires ont été écrites et dessinées par l'auteur, bien qu'un gag, que l'on pouvait apercevoir dans Spirou no 2430 du 8 novembre 1984, eût été réalisé par Frédéric Jannin et Karen.
En 1988, Jacques Devos prit sa retraite avant de mourir quatre ans plus tard, le 27 janvier 1992.

« La manière dont il a été traité est inimaginable, surtout qu'il était à deux ans de la retraite. Même s'il avait une certaine sclérose qui ne lui permettait plus d'avoir un graphisme percutant, il avait encore beaucoup d'idées. Il aurait pu devenir un excellent scénariste pour d'autres. Ses manières elliptiques de concevoir des séquences étaient tout à fait extraordinaires. »

— Al Severin

### Œuvre posthume
Après la mort de l'auteur, son fils Jean-Jacques Devos décida de sortir en 2007 un portfolio de considérables ex-libris à cinquante exemplaires dessinés par d’anciens collègues, amis du défunt, Roger Leloup, Christian Darasse, Raoul Cauvin, André Geerts, André Benn, Olivier Saive, Al Severin, Malik et cetera. Dans la même année, un recueil d'histoires inédites de Génial Olivier Le Génie grand D était publié par le fils, éditeur de la maison Bague à Tel.

« Ma fille Alix, une inconditionnelle de l’œuvre de son grand-père, m’a aidé à classer tous ses dessins, à recomposer les histoires. J’ai aussi été voir les amis de mon père pour qu’ils dessinent en son hommage. J’ai eu cinquante réponses. Preuve que c’était vraiment des amis. Cela m’a fait chaud au cœur de savoir qu’ils pensaient aussi que mon père était un homme vrai. »

## Postérité

### Influence
Les auteurs américains Alan Moore et Kevin Nowlan se sont sans doute inspirés du personnage Olivier Delabranche pour la création de Jack B. Quick pour le magazine Tomorrow Stories en 1999, dont la ressemblance est frappante : blondeur, lunettes rondes et inventions farfelues.

## Publications en français

### Revues

#### Spirou

##### Années 1960
1963-1969
Le premier récit complet du Génial Olivier paraissait dans le no 1321 du 8 août 1963 sous le titre 177 : Génial Olivier. L'année suivante voyait paraître un autre récit : 237 : Le Retour de Génial Olivier, dans le no 1381 du 1er octobre 1964. À nouveau, deux ans plus tard, un récit 344 : Olivier baby–sitter, se plaçait dans le no 1494 du 1er décembre 1966. Un premier gag, titré Qui peut le plus peut le moins, apparaissait dans le no 1627 du 19 juin 1969, puis un récit complet de trois pages L’Embarras du choix dans le no 1650 du 27 novembre 1969.

##### Années 1970
1970
Années sans titre pour le magazine no 1666 du 19 mars dans lequel on trouvait un gag, ainsi que le no 1678 du 11 juin et le no 1680 du 25 juin, sauf que, la semaine suivante, les lecteurs pouvaient lire un récit de deux pages dans le no 1681 du 2 juillet, avant de retrouver un gag dans le no 1692 du 17 septembre.
1971
Au printemps brillaient un gag dans le no 1716 du 4 mars, un récit de quatre pages Vanité des illusions dans le no 1721 du 8 avril, un autre de quatre pages dans le no 1726 du 13 mai, un gag dans le no 1727 du 20 mai. En été ensoleillaient un récit de quatre pages Qui cherche schtroumpfe dans le no 1732 du 24 juin, encore un récit de deux pages dans le no 1733 du 1er juillet. En automne, c'est la rentrée d'un gag dans le no 1745 du 23 septembre et un récit de quatre pages Olivier prend la pile dans le no 1746 du 30 septembre.
1972
Un récit de quatre pages À quelque chose, malheur est parfois bon ! dans le no 1771 du 23 mars, de même que dans le no 1775 du 20 avril avec pour titre Tout Toutou, mais pas celui–là et dans le no 1779 du 18 mai avec Du tac au tac, avant de retrouver un gag dans le prochain no 1780 du 25 mai. Huit semaines plus tard, se trouvent un récit de six pages Le Bébé–robot dans le no 1788 du 20 juillet et un autre de trois pages dans le no 1791 du 10 août. Apparaissait un gag dans le no 1802 du 26 octobre, avant un récit de quatre pages dans le no 1804 du 9 novembre, un autre de trois pages Un Sapin… ça peine parfois dans le no 1807 du 30 novembre et de quatre pages dans no 1808 du 7 décembre.
1973
Un gag dans le no 1818 du 15 février, un récit de quatre pages dans le no 1822 du 15 mars, un autre de cinq pages dans le prochain no 1823 du 22 février, un gag dans le no 1824 du 29 février, un récit de six pages dans le no 1833 du 31 mai, un autre de cinq pages dans le no 1834 du 7 juin, un gag dans le no 1839 du 12 juillet, des gags apparaissaient dès le no 1844 du 16 août jusqu'au no 1848 du 13 septembre, un récit de cinq pages dans le no 1849 du 20 septembre, des gags dans trois numéros suivant du 27 septembre au 18 octobre, un récit dans le no 1855 du 1er novembre, trois gags dans les no 1856 du 8 novembre, no 1857 du 15 novembre et no 1859 du 29 novembre, un récit de sept pages dans le no 1860 du 6 décembre et un gag dans le no 1861 du 13 décembre.
1974
Ajoutait trois gags dans le no 1866 du 17 janvier, no 1867 du 24 janvier et no 1869 du 7 février, puis un récit de six pages dans le no 1870 du 14 février. À nouveau deux gags dans les no 1871 du 21 février et no 1872 du 28 février avant que cinq récits de cinq pages n'aient apparu Ah ! Le fat bêta ! dans le no 1875 du 21 mars, Tout finit par des électrons dans le no 1885 du 30 mai, La Guerre de sécession dans le no 1886 du 6 juin, Ça gaze… Ça gaze dans le no 1889 du 27 juin, Ne marchez pas sur le blason ! dans le no 1892 du 18 juillet et Un Coup… karaté dans le no 1899 du 5 septembre. Trois gags chacun s'ajoutaient à partir du no 1900 du 12 septembre jusqu'au no 1902 du 26 septembre, puis un récit de cinq pages Les Jeunes Ânées dans le no 1906 du 24 octobre, un gag dans le no 1907 du 31 octobre, un récit de cinq pages Farce reste à la loi dans le no 1908 du 7 novembre, un autre de six pages Rien ne se perd, rien ne se crée dans le no 1913 du 12 décembre.
1975

Logo apparu dans Spirou dans les années 1970-1980.

Le lendemain du nouvel an paraissait un récit de six pages Robot pour être vrai dans le no 1916 du 2 janvier, puis cinq pages Réaction en chaîne dans no 1918 du 16 janvier. Après un gag dans le no 1922 du 13 février, on retrouvait un récit de six pages Aphorismes et proverbes dans le no 1924 du 27 février et un autre de cinq pages La Mer amère dans le no 1926 du 13 mars. Des gags se ralentissaient dans les no 1928 du 27 mars, no 1934 du 8 mai, no 1938 du 5 juin et no 1947 du 7 août, mais progressaient mieux avec des récits dont six pages dans le no 1948 du 14 août, encore six pages L’Essai en tout est un défaut dans le no 1950 du 28 août et sept pages De latude à l’étude dans le no 1954 du 29 septembre. Un gag passait au no 1955 du 2 octobre, puis arrivent séparément deux récits de six pages dont Gym–notes au no 1958 du 23 octobre et C’est le fond qui manque le moins au no 1961 du 13 novembre. Noël approchaient avec un gag dans le no 1964 du 4 décembre et un récit de deux pages dans le no 1965 du 11 décembre.
1976
Après trois gags dans les no 1969 du 8 janvier, no 1972 du 29 janvier et no 1977 du 4 mars, deux récits de six pages apparaissaient dans les no 1978 du 11 mars avec pour titre Je vous ai apporté des bons bonds et no 1984 du 22 avril Boomerang. Un gag dans le no 1985 du 29 avril en attendant les deux récits de six pages dans le no 1987 du 13 mai sous le titre Un Répétiteur à répétitions et le no 1990 du 3 juin sans titre. Encore un gag au no 1991 du 10 juin, puis un récit de six pages au no 1993 du 24 janvier et, à nouveau, deux gags suivant dans les no 1994 du 1er juillet et no 1995 du 8 juillet. Apparaissaient ensuite des récits dans les no 1998 du 29 juillet (six pages), no 2000 du 12 août sous le titre Chaque chose en son temps (six pages) et no 2003 du 3 septembre (sept pages). À nouveau deux gags sur les pages du no 2004 du 9 septembre et no 2006 du 23 septembre, un récit se complétait en six pages dans le no 2007 du 30 septembre. Après un gag au no 2013 du 11 novembre, le magazine commençait à se décorer Noël présentant un récit de sept pages Sur des roulettes dans le no 2016 du 2 décembre et un autre de cinq pages Mécompte de Noël dans le no 2017 du 9 décembre, puis laissant deux gags aux no 2018 du 16 décembre et no 2020 du 30 décembre.
1977
Un gag dans le no 2026 du 10 février avant un récit de sept pages Vox Populi dans le no 2028 du 24 février pour retrouver des gags dans les no 2031 du 17 mars, no 2032 du 24 mars, no 2043 du 9 juin, no 2046 du 30 juin et no 2047 du 7 juillet. Après un récit de quatre pages dans le no 2049 du 21 juillet et un gag dans le no 2052 du 11 août, on découvrit pour la première fois un long récit d'à suivre Le Passé recomposé du no 2053 du 18 août au no 2060 du 6 octobre. Cinq semaines plus tard, se retrouvaient un récit de deux pages dans le no 2065 du 10 novembre et un autre d'une seule page Présentation des séries dans le no 2069 du 8 décembre.
1978
Deux récits de six pages dans les no 2075 du 19 janvier et no 2080 du 23 février, puis un gag dans le no 2084 du 23 mars. Se prolongent les récits de huit pages dans les no 2088 20 avril pour Quarante–haine, no 2090 du 4 mai pour Skateboard et no 2094 du 1er juin pour La "Coupe" de l’année. Dans le no 2105 du 17 août se trouve un gag titré Skateboard–supplys. Parviennent ensuite un récit de deux pages Skateboard’s Fantasy dans le no 2111 du 28 septembre et un gag dans le no 2120 du 30 novembre.
1979
Un récit de cinq pages dans le no 2127 du 18 janvier, puis deux gags dans les no 2131 du 15 février et no 2138 du 5 avril. Encore deux récits de huit pages dans les no 2140 du 19 avril et no 2144 du 17 mai, puis un autre de six pages Vacances Touristiques dans le no 2149 du 21 juin. Enfin un deuxième long récit dà suivre L’Électron et le blason du no 2162 du 20 septembre au no 2173 du 6 décembre, puis un récit de deux pages dans le no 2176 du 27 décembre pour bien finir l'année.

##### Années 1980
1980
Commençait un récit de six pages dans le no 2179 du 17 janvier, puis deux gags dans les no 2184 du 21 février et le suivant no 2185 du 28 février. Après sept mois de silence, on retomba sur un récit de huit pages dans le no 2213 du 22 septembre et finalement un autre de six pages Surprises d’une nuit dans le no 2225 du 4 décembre.
1981
Un récit d'à suivre dans le no 2233 du 29 janvier jusqu'au prochain no 2234 du 5 février. De nombreux récits apparaissaient dans les no 2247 du 7 mai (cinq pages), no 2252 du 11 juin (deux pages), numéro Spirou-festival du 15 juin (Le Muscle est roi !, six pages), no 2255 du 2 juillet (six pages), no 2264 du 3 septembre (Qu’est–ce qu’on fait’y ?, six pages), no 2272 du 29 octobre (six pages), encore numéro Spécial 81-82 du 3 novembre (Folâtreries, huit pages) et no 2280 du 24 décembre (quatre pages).
1982
Paraissaient quatre récits de six pages dans les no 2283 du 14 janvier, no 2289 du 25 février sous le titre Le Fameux Remontant, numéro Album+ 1 du 18 mars, no 2296 du 15 avril avec Langue verte et savon noir, puis deux gags dans les no 2301 du 20 mai et no 2304 du 10 juin. Encore un numéro spécial Album+ 2 du 17 juin dans lequel se présenta un récit de six pages Les Nerfs en bulle avant les récits de six pages ne se reprirent dans les no 2306 du 24 juin, no 2316 du 2 septembre et no 2325 du 4 novembre ainsi que, pour se satisfaire son jour férié de l'Armistice 1918, un gag dans le no 2326 du 11 novembre.
1983
Un récit de six pages dans le no 2339 du 10 février avant qu'un gag n'apparût, plus tard, pour la troisième fois, dans le numéro spécial Album+ 5 du 17 mars. Deux semaines passées, on retomba sur un récit de trois pages Poisse et mesures dans le no 2346 du 31 mars, puis, une semaine suivante, un gag dans le no 2347 du 7 avril. Encore deux gags dans les no 2350 du 28 avril et no 2355 du 2 juin, puis une apparition du dessin dans le no 2360 du 7 juillet avant qu'on ne retrouvât un gag dans le no 2362 du 21 juillet. Un récit de six pages dans le no 2364 du 4 août, un gag dans le no 2367 du 25 août, puis un récit de six pages Intermède dans le no 2368 du 1er septembre.
1984
Génial Olivier sortit du silence, six mois après, dans un récit de deux pages Neige hâtive dans no 2396 du 15 mars et encore deux pages Réflexion ou rêve laid ?, no 2398 du 29 mars. Deux gags séparés dans les no 2400 du 12 avril et no 2401 du 19 avril, puis un récit d'une page Caisse à dire dans le no 2402 du 26 avril. De nombreux gags apparaissaient jusqu'à la fin de l'année : no 2404 du 10 mai, no 2405 du 17 mai, no 2410 du 21 juin jusqu'au no 2415 du 26 juillet, no 2419 du 23 août jusqu'au no 2422 du 13 septembre, no 2424 du 27 septembre, no 2428 25 octobre jusqu'au no 2432 du 22 novembre dont dans le no 2430 du 8 novembre participa Frédéric Jannin et Karen.
1985
Encore après trois mois d'absence, il réapparait dans des gags dès le no 2449 du 19 mars jusqu'au no 2456 du 7 mai, puis no 2458 du 21 mai jusqu'au no 2460 du 4 juin, no 2467 du 27 juillet, no 2469 du 6 août. Seul un récit de six pages se laissait offrir dans le no 2470 du 13 août avant de retrouver des gags sans titre au no 2471 du 20 août, no 2476 du 24 septembre, puis, avec titre, Os… t’es au génie ! dans le no 2477 du 1er octobre, Le Courant altère la natif no 2478 du 8 octobre, Deux dans la coque no 2482 du 5 novembre, La Rose et l’épine no 2483 du 12 novembre, Boule–versement no 2485 du 26 novembre, Chaussures molles, hier no 2487 du 10 décembre, Les Poids sont rosses no 2489 du 24 décembre et Robot grand et fort no 2490 du 31 décembre.
1986
Un gag pour commencer Au pied de la lettre dans le no 2492 du 14 janvier, un récit de trois pages Tifs au hit ! au no 2493 du 21 janvier, quatre gags dont un sans titre dans le no 2495 du 4 février, Bis tout rit ! no 2496 du 11 février, Mol air no 2497 du 18 février, Silence, on détourne no 2498 du 25 février. Après un récit de trois pages Miss au génie au no 2499 du 4 mars, encore cinq gags : Aises pris, l’eau casse no 2500 du 11 mars, L’Heure sort à bout, hein ? no 2501 du 18 mars, Tel est faune sur prise no 2502 du 25 mars, Dr Génie et Mr Hâte no 2503 du 1er avril, Go…rit ! no 2504 du 8 avril. Trois récits dont deux pages Hé, les vents ? no 2506 du 22 avril, deux pages Traque–cas no 2509 du 13 mai, quatre pages Hi–fi génie no 2511 du 27 mai et un gag Ire répressible no 2518 du 15 juillet. Trois récits dont deux pages Part à vent no 2521 du 5 août, cinq pages L’Habile ne fait pas le moine no 2523 du 19 août, six pages Nœud Tronc no 2525 du 2 septembre, puis deux gags : Le Fond du problème no 2527 du 16 septembre et Time is money no 2530 7 octobre. Trois récits dont quatre pages Au temps, deux têtes, oh, rant de lavis no 2531 du 14 octobre, deux pages La Loi du bâton nié no 2536 du 18 novembre et six pages Gîte ou double no 2540 du 16 décembre.

#### Samedi-Jeunesse
Génial Olivier apparaissait dans le no 97 du mensuel Samedi-Jeunesse de novembre 1965, avec une histoire complète de 18 pages en noir et blanc, intitulée Génial Olivier.

#### Tintin
Génial Olivier apparaissait dans Tintin no 12 du 20 mars 1979 de l'édition belge (no 184 du 16 mars 1979 de l'édition française), où Jacques Devos rendait hommage à Hergé.

### Albums originaux
Dupuis en faisait la série en albums souples de janvier 1974 en avril 1983, puis cartonnés jusqu'en avril 1989 sous le titre M. Rectitude et Génial Olivier.
- 1 L'École en folie, Dupuis, 1974
Scénario et dessin : Jacques Devos - (ISBN 2-8001-0401-5)
- 2 Le Génie et sa génération, Dupuis, 1975
Scénario et dessin : Jacques Devos - (ISBN 2-8001-0431-7)
- 3 Génie Vidi Vici, Dupuis, 1976
Scénario et dessin : Jacques Devos - (ISBN 2-8001-0482-1)
- 4 Un Généreux Génie gêné, Dupuis, 1977
Scénario et dessin : Jacques Devos - (ISBN 2-8001-0530-5)
- 5 Le Génie se surpasse, Dupuis, 1977
Scénario et dessin : Jacques Devos - (ISBN 2-8001-0558-5)
- 6 Un Ingénieux Ingénieur génial[9], Dupuis, 1978
Scénario et dessin : Jacques Devos - (ISBN 2-8001-0576-3)
- 7 Le Passé recomposé, Dupuis, 1979
Scénario et dessin : Jacques Devos - (ISBN 2-8001-0640-9)
- 8 Électrons, molécules et pensums, Dupuis, 1980
Scénario et dessin : Jacques Devos - (ISBN 2-8001-0688-3)
- 9 L'Électron et le blason, Dupuis, 1981
Scénario et dessin : Jacques Devos - (ISBN 2-8001-0745-6)
- 10 Un Génie ingénu, Dupuis, 1982
Scénario et dessin : Jacques Devos - (ISBN 2-8001-0888-6)
- 11 Génie, péripéties et facéties, Dupuis, 1983
Scénario et dessin : Jacques Devos - (ISBN 2-8001-0967-X)
- 12 Un Génie est chez nous, Dupuis, 1984
Scénario et dessin : Jacques Devos - (ISBN 2-8001-1017-1)
- 13 Un Génie gai nickelé, Dupuis, 1985
Scénario et dessin : Jacques Devos - (ISBN 2-8001-1082-1)
- 14 Un Génie un peu nigaud, Dupuis, 1986
Scénario et dessin : Jacques Devos - (ISBN 2-8001-1408-8)
- 15 Hi-fi génie, Dupuis, 1987
Scénario et dessin : Jacques Devos - (ISBN 2-8001-1527-0)
- 16 Génie sans bouillir, Dupuis, 1988
Scénario et dessin : Jacques Devos - (ISBN 2-8001-1646-3)
- 17 Le Génie se multiplie, Dupuis, 1989
Scénario et dessin : Jacques Devos - (ISBN 2-8001-1648-X)

#### Inédit
Le Génie grand D est un album inédit en couleur des éditions Bague à Tel, comprenant quarante-huit planches jadis publiées dans Spirou.
- Le Génie grand D, Bague à Tel, 2008
Scénario et dessin : Jacques Devos - (ISBN 978-2-87465-010-9)

- Le gène du Génie, Bague à Tel, 2011
Scénario et dessin : Jacques Devos - (ISBN 978-2-930584-05-8)

## Publications à l'étranger

### Revue

#### Robbedoes
Le personnage apparut dans Robbedoes, le Spirou en néerlandais, sous le titre Geniale Olivier, de 1963 en 1988.